# Ganggrab von Arnager

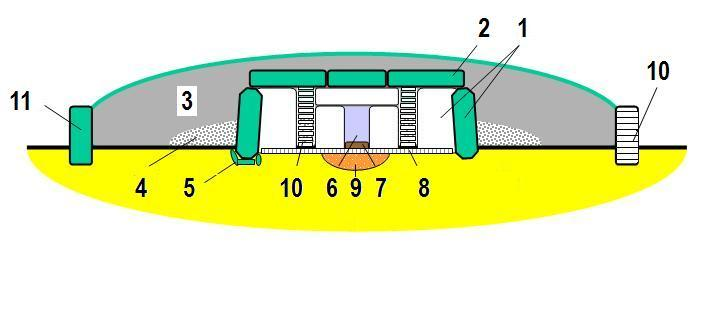
Schema Ganggrab (Querschnitt) 1=Tragsteine, 2= Decksteine, 3=Erdhügel, 4=Dichtung, 5=Verkeilsteine, 6=Zugang, 7= Schwellenstein. 8=Bodenplatten, 9=Unterbodendepots, 10=Zwischenmauerwerk 11=Randsteine

Das kleine Ganggrab von Arnager liegt südöstlich von Rønne am Ortsrand von Arnager auf der dänischen Insel Bornholm. 1933 hatte Johannes Brøndsted dem Bornholm Museum versprochen, das Ganggrab (dänisch Jættestue), das in einem Rundhügel liegt, zu untersuchen. Im Laufe des Jahres 1937 kam der spätere Reichskonservator und Archäologe Peter Vilhelm Glob auf die Insel. 

## Beschreibung
Das Großsteingrab stammt aus der Jungsteinzeit etwa 3500–2800 v. Chr. und ist eine Megalithanlage der Trichterbecherkultur (TBK). Es ist eines von 14 weitgehend erhaltenen Ganggräbern auf der Insel. Das Ganggrab ist eine Bauform jungsteinzeitlicher Megalithanlagen, die aus einer Kammer und einem baulich abgesetzten, lateralen Gang besteht. Diese Form ist primär in Dänemark, Deutschland und Skandinavien, sowie vereinzelt in Frankreich und den Niederlanden zu finden. Neolithische Monumente sind Ausdruck der Kultur und Ideologie neolithischer Gesellschaften. Ihre Entstehung und Funktion gelten als Kennzeichen der sozialen Entwicklung.
Die nahezu rechteckige Kammer ist für ein Ganggrab kurz, aber relativ breit (3,7 × 2,3 m). Die ehemals drei Decksteine (der mittlere fehlt) liegen über 12 Tragsteinen. Der etwa drei Meter lange, 0,9 m breite Gang besteht aus zwei erhaltenen Tragsteinpaaren deren Decksteine fehlen. Im Gang waren zwei Verschlussvorrichtungen angeordnet. Ein Schwellenstein befindet sich im Zugang zur Kammer.
Man ging zunächst davon aus, dass die großen sichtbaren Steine am Großsteingrab von Arnager die Decksteine eines Runddolmens (dänisch runddysse) waren. Dafür sprach, dass es auf der Insel zu dieser Zeit nur ausgegrabene bzw. erfasste Dolmen aus der Jungsteinzeit gab, die die Träger der TBK errichtet hatten. Während der Ausgrabung wurden in den oberen Bodenschichten unter anderem zerscherbte Keramik, Dolche und durchlochte Scheibenkeulen gefunden. Man fand Feldsteine, die in einem früheren Stadium in die Kammer geworfen worden waren. Auf dem Boden der Megalithanlage lag eine 40–50 cm starke Schicht, die seit der Jungsteinzeit unberührt geblieben war. Diese Schicht enthielt viele Grabbeigaben. Darunter zwei vollständig erhaltene Schalen, zahlreiche Bernsteinperlen, Feuersteinabschläge und Fragmente von 15 menschlichen Schädeln. Die Megalithanlage wurde 2008 restauriert.
In der Nähe liegt Lundestenen, das größte Ganggrab Bornholms. Insgesamt sind elf von einst 14 Ganggräbern auf Bornholm erhalten. Zu den sehenswerten gehören Bønnestenen in Bodilsker, Jættedal und Vasagård in Åker, Sillehøj und Hallebrøndshøj bei Ibsker und Tornegård in Nylars.